# Новые Сарайлы
 Новые Сарайлы  — деревня в Тукаевском районе Татарстана. Входит в состав Азьмушкинского сельского поселения.

## География
Находится в северо-восточной части Татарстана на расстоянии приблизительно 4 км на восток от районного центра города Набережные Челны.

## История
Основана в XIX веке, жители имели права башкир. В начале XX века отмечалось наличие мечети и мектеба.

## Население
Постоянных жителей было: в 1902—180 душ мужcкого пола, в 1920—488, в 1926—292, в 1938—319, в 1949—261, в 1958—228, в 1970—231, в 1979—156, в 1989—106, 112 в 2002 году (татары 97 %), 124 в 2010 году.